# Kamanakoppa, Ramdurg
Kamanakoppa là một làng thuộc tehsil Ramdurg, huyện Belgaum, bang Karnataka, Ấn Độ.